# 工程硕士
工程硕士（英文：Master of Engineering，缩写为MEng、ME、M.E.或M.Eng. ）是工程学领域的学术或专业硕士学位。工程硕士侧重于工程应用與工程建设，目的是培養工程技术和工程管理人才。中華人民共和國的工程硕士於1997年由国务院学位委员会设置。